# Philip Heylen
Philip, baron Heylen (Antwerpen, 24 juni 1968) is een Belgisch voormalig CD&V-politicus in Antwerpen.

## Levensloop
Aan de Universiteit Antwerpen behaalde Philip Heylen de graad van licentiaat in de rechten.
In 1995 werd hij adviseur van Bruno Peeters, schepen van Communicatie, Decentralisatie en Bestuurlijke Organisatie van Antwerpen, in 1998 adviseur van de nationale CVP-voorzitters Marc Van Peel en Stefaan De Clerck en in 2000 medewerker van de CVP-Kamerfractie.
Heylen werd in 2001 verkozen tot gemeenteraadslid van Antwerpen. In 2004 volgde hij cultuurschepen Eric Antonis op. Na de verkiezingen van 2006 werd Heylen opnieuw schepen van Cultuur, Toerisme, Bibliotheken, Monumentenzorg en Erediensten. Na de verkiezingen van 2012 werd hij schepen van Cultuur, Economie, Stads- en Buurtonderhoud, Patrimonium en Erediensten. In september 2016 kondigde hij aan te stoppen als schepen en op 21 november 2016 naar de privésector over te stappen. Hij werd business development manager bij de holding Ackermans & van Haaren. Hij bleef wel nog gemeenteraadslid in Antwerpen tot aan de lokale verkiezingen van 2018. Heylen werd op 21 november 2016 als schepen opgevolgd door Caroline Bastiaens, eveneens van CD&V.
Van 2001 tot 2019 was hij voorzitter van de intercommunale Isvag en van 2011 tot 2020 was hij bestuurder van netbeheerder Elia. Hij was ook ondervoorzitter van de raad van bestuur van de intercommunales FINEA en water-link en bestuurder van de Vlaamse Opera en het Vredescentrum.